# 히메나 사리냐나
히메나 사리냐나(Ximena Sariñana, 1985년 10월 29일 ~ )는 멕시코의 싱어송라이터, 배우이다. 한국에서는, 제이슨 므라즈의 곡 "Lucky" (스페인어 버전) 피처링으로 이름을 알렸다.